# Peter Struycken

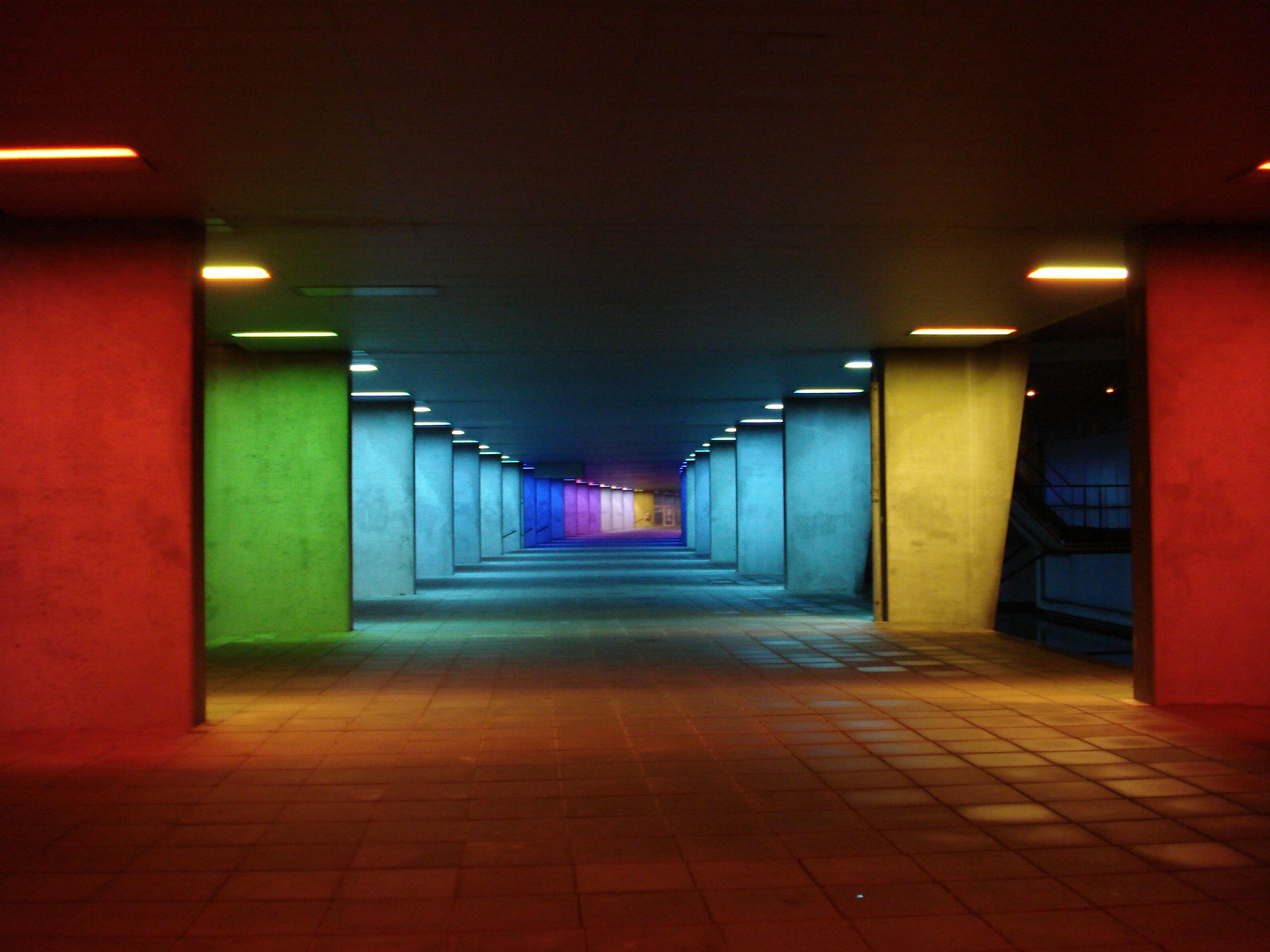
Lichtarcade, NAI Rotterdam

Peter Struycken (Den Haag, 5 januari 1939) is een Nederlands beeldend kunstenaar en kleurdeskundige. Hij is een broer van acteur Carel Struycken en een neef (oomzegger) van minister Teun Struycken.

## Levensloop
Struycken ging naar het Haagsche Lyceum en studeerde van 1957 tot 1962 aan de Koninklijke Academie van Beeldende Kunsten in Den Haag. In 1964 werd hij docent aan de Hogeschool voor de kunsten Arnhem.

## Werk
Struycken maakt non-figuratief werk met verschillende kunstmedia, onder meer schilderijen, tekeningen, geweven werk, ruimtelijke vormen, film, video, digitale media en vormgeving van binnen- en buitenruimtes (vaak met behulp van computergestuurd licht).
Een van zijn bekendste werken is een serie postzegels uit 1981, die een uit puntjes opgebouwde beeltenis van koningin Beatrix tonen.

### Werkwijze
In 1969 gebruikte hij voor het eerst een computer om een kunstwerk te maken, waarmee hij een van de pioniers van de digitale (beeldende) kunst in Nederland werd. Sinds die tijd vormt de computer een essentieel onderdeel van zijn onderzoek naar het in beeld brengen van structuren. 
Zijn werk moet op een logische manier tot stand komen, ondubbelzinnig en controleerbaar zijn om inconsequenties te vermijden. Met behulp van de computer kan Struycken aan zijn kunstwerken een onderliggende structuur geven. Vanuit die structuur ontstaat dan een veelheid aan vormen, kleuren en processen die in al hun verscheidenheid toch diezelfde onderliggende structuur gemeen hebben.

### Verlichting van gebouwen
Zo heeft hij voor verschillende gebouwen computergestuurde verlichting ontworpen, onder meer voor het plafond van het Muziektheater te Amsterdam, voor de gevel van de Koninklijke Academie voor Beeldende Kunsten in Den Haag en voor de arcade van het Nederlands Architectuurinstituut te Rotterdam. Verder ontwierp hij de inrichting en verlichting van de aula van het Beatrix College en de concertzaal te Tilburg.

### Inrichting van openbare ruimte

#### Breda
Ook zijn psychedelische tegelpatronen in de oude voetgangerstunnel te station Breda werden als revolutionair gezien. Het werk uit 1975 was een van zijn eerste volledig op de computer ontworpen tegelwerken. In juni 2012 werd de tunnel uit gebruik genomen bij de grootschalige verbouwing van het station.

#### Nijmegen
In 1978 ontwierp Struycken voor de gemeente Nijmegen het werk Blokken, een monumentaal, architectonisch werk dat bestaat uit drie grote blokken, die gedeeltelijk in de grond verzonken zijn. De Blokken bevonden zich van 1983 tot 1990 op het Takenhofplein en werden verplaatst in 1995 naar de verkeersrotonde Palkerplein tussen Nijmegen en Wijchen. Na jarenlange verwaarlozing werd het werk in 2009 gereinigd en opnieuw van de oorspronkelijke kleuren blauw-grijs, aubergine en karmijn voorzien. In de volksmond staat het werk bekend als de Struikelblokken.

#### Arnhem
Een ander opvallend ontwerp is dat van de Blauwe Golven, een inrichting van het Roermondsplein, onder de Nelson Mandelabrug in Arnhem, waar afwisselend blauwe en witte stroken straatsteen in een golvend geheel zijn gelegd. Dit kunstwerk is meermalen in opspraak geraakt. Vanwege de hoge parkeerdruk heeft de gemeente Arnhem er in 2004 en 2005 tijdelijk een parkeerplaats van gemaakt. Deze functie werd weer opgeheven in augustus 2005. In 2008 wilde de lokale partij Pro Arnhem af van het kunstwerk. De partij wilde er groen voor in de plaats hebben. Eind 2010 werd het gebied opnieuw in gebruik genomen als parkeerterrein en het kunstwerk deed dienst als parkeerterrein totdat de parkeergarage in het Rijnbooggebied werd geopend.
De fontein spoot nog één keer nog heel eventjes in 2016, tijdens de Giro d’Italia. Het water was toen, speciaal voor die gelegenheid, roze gekleurd.
In 2019 besloot de gemeenteraad het als parkeerplaats dienstdoende kunstwerk onder de Nelson Mandelabrug toch te behouden. Daarbij werd het besluit genomen om er onder meer extra groen en een skatepark aan toe te voegen. Uiteindelijk werd de fontein op 23 april 2024 weer in werking gezet. Vroeger gooiden Arnhemmers geregeld kleurstoffen in de fontein om het water een kleurtje te geven, dat zal verleden tijd zijn: het water kan nu, door een vernuftig verlichtingssysteem, elke gewenste kleur aannemen. Zo kleurde de fontein op Koningsdag 2024 oranje.

#### Utrecht
In 1988 zijn tegelwanden gerealiseerd met 64 verschillende kleuren over 2,5 km gang in revalidatiecentrum De Hoogstraat aan de Rembrandtkade te Utrecht. Inmiddels is een groot deel van het oorspronkelijke werk verwijderd wegens een verbouwing.

#### Den Haag
In het stadscentrum van Den Haag is sinds 1990 de Beeldengalerij P. Struycken te bezoeken. Struycken bedacht en ontwierp het concept voor deze galerij van 40 ovale granito sokkels in het voetgangersgebied Grote Marktstraat, Kalvermarkt en Spui. De sokkels zelf zijn ontworpen door Geert Lap en de tekstborden door Rudo Hartman. De beelden op de sokkels verwisselen in de loop van de tijd van plaats. Bijna jaarlijks wordt er in opdracht van Stroom Den Haag een nieuw sculptuur van een Nederlandse of in Nederland werkzame beeldend kunstenaar aan De Beeldengalerij toegevoegd. De collectie overstijgt inmiddels het aantal beschikbare sokkels in het stadscentrum. Daarom is er een openbaar depot in het Zuiderpark geopend, zodat de beelden altijd openbaar toegankelijk zijn. Sinds 2011 is de Haagse kunstenaar André Kruysen curator van De Beeldengalerij.

#### Amsterdam
In 1993 was hij de ontwerper van het beschilderde hekwerk rondom het gebouw van De Nederlandsche Bank, Westeinde 1, Amsterdam. In 2021, werd het hetwerk (als onderdeel van een verbouwing) verwijderd en zal (een deel van) het hetwerk een herbestemming krijgen in het Mien Ruyspark in Bergeijk. In 1993 realiseerde hij ook Zonder Titel in Rotterdam.

### Kleuren
Struycken is ook veel met kleur bezig geweest. Voor verschillende gebouwen, waaronder het Martini Ziekenhuis en het Groninger Museum, ontwierp hij kleurpaletten. Ook in zijn latere schilderwerken (vanaf 2014) draaien om kleurpaletten en de interactie tussen verschillende kleuren waarbij de vorm en compositie een zo minimaal mogelijke rol spelen.
Struycken doet ook onderzoek naar de Griekse kleurenleer en hoe deze door de eeuwen heen zijn invloed heeft gehad.

## Onderscheidingen
In 1984 is Struycken benoemd tot Ridder in de orde van Oranje-Nassau en in 2008 ontving hij de Eremedaille voor Kunst en Wetenschap.